# Leukoma thaca
Leukoma thaca är en musselart som först beskrevs av Molina 1782.  Protothaca thaca ingår i släktet Protothaca och familjen venusmusslor. Inga underarter finns listade i Catalogue of Life.